# Италианско-гръцка война
Италианско-гръцката война (на гръцки: Ελληνοϊταλικός πόλεμος, Гръко-италианска война; на италиански: Guerra di Grecia, Гръцка война) е въоръжен конфликт между Фашистка Италия на Мусолини и Кралство Гърция на диктатора Йоанис Метаксас. Тя се дели на две части: първа, когато италианската армия воюва сама срещу гръцката, и втора, в която германо-италианските войски нападат и воюват срещу гръцката армия и окупират територията на Гърция.

## Времетраене
Избухва на 28 октомври 1940 г. и продължава до 23 април 1941 г. Италия, окупирайки Албания, се вижда принудена да се намеси срещу Гърция по т.нар. епирски въпрос в спора между двете страни за владението на Епир. Първоначално италианската армия постига успехи, настъпвайки на гръцка територия, но тя впоследствие е разбита и изтласкана от Епир, като военните действия се пренасят на албанска територия. Това принуждава Хитлер да се намеси на страната на своя съюзник Мусолини. Военната операция на страните от Оста срещу Гърция протича едновременно с тази срещу Югославия и носи кодовото наименование на Вермахта Марита.

## Първа част

### Предистория
В началото на октомври 1940 г. дучето на Италия Бенито Мусолини узнава за настаняването на германски войски в Румъния – приятелска и сродна по език държава на Италия, и е вбесен от това, както и от прогерманския (вместо проиталиански) политически курс. За това той прекъсва отлагането на отдавна замисляната от него инициатива да бъде нападната и окупирана Гърция. За това той казва: „Хитлер винаги ме поставя пред свършен факт, но този път аз ще му платя със същата монета и ще научи от вестниците, че аз съм окупирал Гърция“.
На 15 октомври 1940 г. италианският фашистки вожд и министър-председател, на когото кралят е предоставил върховното командване на италианските войски, провежда в Палацо Венеция в Рим, където е резиденцията му, координационно съвещание. На него присъстват зет му и министър на външните работи на Италия Галеацо Чано, началникът на генералния щаб на италианската армия маршал Пиетро Бадолио, началник-щаба на сухопътните войски генерал Марио Роата, командващият окупационните войски в Албания дивизионен генерал Висконти Праска и генерал-губернаторът на Албания генерал Франческо Якомони. Решено е да бъде нападната Гърция на 28 октомври. По време на заседанието маршал Бадолио обръща внимание на Мусолини, че италианската армия е слабо подготвена за нападението и поради това предлага то да се отложи за по-късна дата с цел да се започне подготовка. Мусолини обаче отхвърля предложението и възторжено заплашва на заседанието, че ако Бадолио откаже да изпълни плана за нападението, той лично ще поеме командването на войските. Това кара Бадолио да замълчи, а предложението за нападението е прието със скрито мълчание от останалите участници в заседанието. Решено е също така да не се казва за него на германците и на Адолф Хитлер, тъй като Мусолини е решил да запази тази зона на действие за своя, без Хитлер да му се бърка в нея. Планът за нападението на Гърция е именуван на италиански език Emergenza G (което в превод на български означава „Спешен план Г“). Малко преди това Мусолини изпраща в България специалния си пратеник и виден фашист Филипо Анфузо с цел да привлече на италианска страна и България, която пази неутралитет, а българският цар Борис III е женен за принцеса Джована Савойска (царица Йоанна), дъщеря на италианския крал Виктор Емануил III. Италианците се надяват да спечелят царя за войната против Гърция, като преди идването на Филипо Анфузо в София българския посланик в Рим също получава покана за участие на България във войната и предложение за териториално възвръщане на Беломорска Тракия в границите на България. Това предложение е повторено и в София от Анфузо на цар Борис III. Царят отказва да се включи в агресията, оправдавайки се с неподготвеността на България за война, а и българската политика е насочена към мирна ревизия на Ньойския договор. Мусолини, въпреки всичко обвинява българския цар за неговото неучастие, но заявява, че ще се справи и без България. От 25 октомври започват да се провокират гранични инциденти по границата на Албания и Гърция от италианците, а италианският печат съобщава измислени съобщения за гръцки нападения по граничните райони. На основата на това в 2 часа през нощта на 28 октомври италианския пълномощен министър в Гърция връчва нота-ултиматум на гръцкия диктатор генерал Йоанис Метаксас с искане Гърция да предаде доброволно цял Епир и по-голямата част от територията си заедно с островите в Йонийско и Егейско море на Италия и срок за отговор три часа. Но не минават и тези три часа, когато 9 и 11 италиански армии в състав от 7 дивизии преминават гръцката граница от Албания и нахлуват в Гърция. Пристигнал във Флоренция на другия ден въпреки първоначалното неодобрение на италианското нападение, Хитлер се солидаризира с италианската агресия.

### Развитие на Военните действия 1940 – 1941 г.
Италианската армия се състои от 9-та и 11-та армии, наброяващи общо 200 хил. души, 200 танка и 400 самолета в деня на нахлуването. Те се командват от командващия дотогава италианските окупационни войски в Албания генерал Висконти Праска, с координацията на началника на генералния щаб маршал Пиетро Бадолио и генерал-губернатора на Албания генерал Якомони. В началото италианските войски нахлуват в Епир и се придвижват към градовете Янина и Флорина, за да нанесат крайна точка на удара си в град Мецово на епирския военен сектор. Отделно от настъпващите войски има резервна група армии със седалище сектор Либражд в Албания. В началото, при планирането на нападението, Мусолини планира дебаркиране на италиански войски през Егейско море на източния фланг, които трябва да овладеят егейските острови и самата гръцка столица Атина, заедно с Тесалия и в Македония да се обединят с епирската група армии. За завземането на остров Крит е планирана специална дивизия, намираща се в Италия, която трябва със специална операция да завземе острова.
В крайна сметка Мусолини се отказва от идеята за дебаркиране в Егейско море и завземане на Крит, опиянен от идеята за „малка военна разходка“ в Гърция. Той счита, че участието само на епирската групировка от италианската армия е способна да нанесе удар по гърците и да сплаши Метаксас. Това обаче се оказва далеч от истината. В началото гръцките войски начисляващи общо 27 хил. души са принудени да отстъпят, водейки военни действия със слаб заслон на артилерията, но два дни по късно гръцката група армии „Македония“ под командването на ген. Папагос започва мощна контраофанзива, отдръпвайки граничните войскови части от границата с България, разбирайки че тя няма да воюва и хвърляйки ги срещу италианските войски на епирския фронт. 200-хилядната италианска армия едва оцелява от заградителния огън на гръцките прикриващи войски. Гърците са въоръжени с германски 88-милиметрови зенитни оръдия, а срещу тях италианската армия изправя стари 30-годишни 65 милиметрови оръдия с колела на каруца. Обути в обувки с картонени подметки, елитните италиански полкове на Алпийските стрелци и Берсалиерите оказват отчаяна съпротива с пушки „Манлихер-Каркано“, модел 1891 г., с каквито е въоръжена цялата армия. Малко на брой са въоръжени с италиански автомати „Берета М1938 А“ (част от алпийците и берсалиерите) и легионите на фашистката милиция, като последните нямат почти никакъв военен опит. Бронетанковата дивизия „Чентауро“ има само танкове среден клас М 13/40 и танкети, нямат поразителна мощ. На 8 ноември 1940 г. гръцката армия преминава в генерално контранастъпление по епирския фронт, а на 9 ноември 200 хиляди италиански войници и офицери са отблъснати на територията на Албания, където гръцката армия ги преследва. Берсалиерите и алпийските стрелци напразно се опитват да спрат гърците, тъй като са малко и зле организирани за отбрана. Застрашено от загубата на Албания Италианското върховно командване реорганизира отбраната си в Албания, изпращайки там първия заместник-началник на Генералния щаб на италианската армия корпусен генерал Убалдо Соду. Той заповядва да се започне отбрана на албанските твърдини, като за целта са докарани подкрепления от Италия. 9-та италианска армия е върната в Албания, а срещу Гърция остава да води военни действия 11-та италианска армия, а генерал Висконти Праска, командващ е заменен от корпусен генерал Карло Джелозо, дотогава командир на армейски корпус в гр. Удине в Италия и в гр. Триест.
Въпреки всичко военните действия се локализират около албанския гр. Корча, а италианските войски са притиснати от гръцката артилерия. На 12 март 1941 г. италианската армия започва последното си самостоятелно настъпление, спряно на 16 март от гръцката армия на изток от Корча и на рубежа Клисура-Тепелена. В същото време Хитлер издава на 12 декември 1940 г. директива номер 20 с кодово название операция „Марита“, а на 1 март 1941 г. Хитлеристка Германия обявява война на Гърция. Същия ден България се присъединява към Тристранния пакт, ставайки съюзник на Германия, Италия и Япония.

## Втора част

### Развитие на Военните действия април-май 1941 г.
След уточняване на операциите на германската армия съвместно с италианската главното командване на Вермахта изпраща в България 12-та германска армия, командвана от фелдмаршал Зигмунд Вилхелм Лист. Тя трябва да пробие отбраната на гръцката група армии „Македония“ от границата с България и 2 танкова групировка командвана от генерал Евалд фон Клайст, която трябва да нанесе удар по територията на Югославия, която току-що се е отказала от участие в Тристранния пакт. Във връзка с военните действия срещу Югославия и Гърция, командващият германските войски на Балканския полуостров фелдмаршал Валтер фон Браухич предлага по искане на Хитлер участие на български войски в нападението на 3 април 1941 г. българският цар Борис III отказва на фон Браухич, въпреки че България е съюзник на Германия и Италия. На 6 април 1941 г. германската 12-та армия атакува през България Гърция и разгромява след 1-месечен пристъп на военни действия гръцката групировка „Македония“. Италианската армия атакува от запад. Съгласно договореността между германското и италианското командване след взаимния разгром на гръцката армия трябва да започне съвместно германо-италианско настъпление в централна и южна Гърция. В градовете, когато влизат германски и италиански войски е решено пред войските да върви италианска колона от войници, символ на факта, че Гърция е в италианската сфера на влияние, призната от Германия. Причина за 1-месечния срок на военните действия е намесата на британски войски през януари 1941 г. в помощ на Гърция, и които са изтласкани през средата на април от германците и италианците извън гръцка територия или пленени. В началото на май с десант германските и италианските войски завземат остров Крит, където пленяват 19 хил. британски войници и офицери, а общото число на пленените гръцки войници и офицери от германците е 220 хиляди души. Съгласно плана за настъпление срещу Гърция германските войски атакуват източния фланг на гръцка група армии „Македония“, а италианските войски западния. Така на 6 април 1941 г. започва настъпление и от двете страни, като гръцката армия води задържащи боеве срещу италианските войски, които пробиват отбраната след немския пробив от изток и окупират западната част на Егейска Македония. Те се придвижват на изток и заедно с германската армия завземат Кочани. По-късно германската армия завзема Лерин и Воден. Разгромът на гърците в Източна Македония от германската заставя правителството да изпрати пратеници при германското командване с молба за капитулация. Предложението изключва Италия, която гърците считат за разгромена. Разменени са три мисии, в които е оформена капитулацията на гръцката армия. Чак при третата мисия и след настойчивите молби на Бенито Мусолини Хитлер се съгласява Италия да участва равностойно в приемането капитулацията на Гърция. Така командира на 12-та германска армия фелдмаршал фон Лист и командващия 11-та италианска армия корпусен генерал Карло Джелозо приемат на 30 април 1941 г. капитулацията на гръцката армия от гръцкия генерал Папагос.

## Последици
Гърция е окупирана от германската, италианската и включилата се на 20 април 1941 г. българска армия. Последната се включва в окупацията без участие във военните действия върху територии с българско население в Беломорието. На конференция във Виена през април 1941 г. Гърция е призната за италианска сфера на влияние и за окупирана от нея държава. България получава право да заеме със своя армия и да администрира територии населени с българи, част от които (Беломорска Тракия) са и принадлежали в предишни години, и да ги управлява по българските закони без да ги присъединява към територията си, имайки юрисдикция само върху българското население в териториите, но не и върху небългарското (гърци, турци, евреи), като разпростира тези си права и върху островите Тасос и Самотраки. Германия окупира само Атина, Солун, Лерин, Воден и егейските острови Хиос, Лемнос и Лесбос, намиращи се на гръцко-турската граница. Всички други територии на Гърция – Тесалия, Епир, Пелопонес, Западна Егейска Македония, островите в Егейско и Йонийско море без Хиос, Лемнос и Лесбос са окупирани от Италия. Гръцкото правителство напуска Гърция на 30 април 1941 г. и бяга в Египет при британските войски, а територията на Гърция под германска и италианска окупация е администрирана от марионетни гръцки правителства на колаборационисти до 1944 г. България и Италия влизат в спор за територии във Вардарска Македония и между армиите им избухват престрелки. Това не се отнася за Егейска Македония, където италианските окупационни войски успешно си сътрудничат с България чрез изпратени офицери за свръзка от Българската армия, а също и с местното българско население, като го организират в местни милиции срещу посегателствата на гръцката съпротива.
Веднага след окупацията на Гърция пламва въоръжена съпротива срещу германските и италианските окупатори. Депортирани са в германски концентрационни лагери почти всички гръцки евреи. Водят се кръвопролитни сражения между германските, италианските и български войски от една страна и гръцката съпротива през 1941 – 1943 г., в които и от двете страни се понасят тежки загуби. През септември 1943 г. италианската армия капитулира и териториите под нейна власт са завзети от германската армия, която увеличава терора си над мирното население. Разстреляни са стотици италиански войници и офицери от немците. По това време Халкидическият полуостров, дотогава под германска окупационна власт, преминава под властта на България и в тези територии е изпратен Втори окупационен корпус. На 2 септември 1944 г. правителството на България начело с Константин Муравиев дава заповед за изтегляне на окупационния корпус от Халкидическия полуостров и за прибиране на войските в онази част от Беломорието, намираща се между Струма и Марица. Осем дни по късно, на 9 септември 1944 г. и България, подобно на Италия отпада от германския блок и немските войски се опитват да разоръжат българските и да окупират тези територии. Това обаче не се получава, тъй като българите запазват бойния си дух и отблъскват немците при опита им да напреднат в Беломорието. Самата територия на Гърция е освободена от немска окупация през октомври 1944 г. след като немската група армии „Е“, под командване на фелдмаршал Александър Льор отстъпват от Гърция след дебаркирането на британски и гръцки войски в Атина и на Тесалийското крайбрежие. Немците обаче не стигат далеч, защото Първа, Втора и Четвърта български армии прекъсват пътя им на отстъпление през Македония. България запазва военната си власт върху Беломорска област до октомври 1944 г., когато е принудена да отстъпи на Гърция властта върху всички територии, тъй като Великобритания отказва да подпише примирие с българската страна.

## Списък на германските, италианските и българските военни части, взели участие в окупацията на Гърция

### Германска армия
- 12-а германска армия – участвала в разгрома на гръцката армия през април-май 1941 г., Командир: фелдмаршал Вилхелм Лист;
- Командване на германска окупационна област Македония, щаб квартира: Солун, командир: генерал-лейтенант Курт фон Кренцки;
- Командване на германска окупационна зона Атина, щаб: Атина, командващ: генерал-полковник Александър Лер;
- Командване за Егейските острови и остров Крит, щаб: Атина и Ираклион, подчинение на генерал-полковник Александър Лер.

### Италианска армия
- Върховно командване за всички войски на Оста за Гърция (на италиански: Comando Super Grecia), щаб: Лариса, командир: корпусен генерал Карло Джелозо 1940 – 1943 г., генерал Карло Векиарели 1943 г.;
- 11-та италианска армия – италианската окупационна армия в Гърция, щаб: Лариса, командир: корпусен генерал Карло Джелозо (разоръжена след капитулацията на Италия през септември 1943 г.)
- части на 11-а италианска армия:
- 3 армейски корпус – Западна Егейска Македония, дивизии: Форли и Пинероло
- 8 армейски корпус – Тесалия и Епир, дивизии: Каляри и Пиемонт
- 26 армейски корпус южна Гърция и Йонийските острови, дивизии: Модена, Казале и Акуи
- дивизии „Кунео“ и „Реджина“ – острови в Егейско море
- дивизия „Сиена“ и 51 специална бригада – остров Крит

### Българска армия
- Втора българска армия – Беломорска област, щаб: Ксанти, командир: генерал Иван Марков
- Беломорски отряд – Беломорска област, щаб: Ксанти, командир: генерал Асен Сираков
- Втори окупационен корпус в германска административна област „Македония“ (1943 – 1944), щаб: Драма.